# Zdegenerowany formalizm
Zdegenerowany formalizm – pojęcie dydaktyki matematyki wprowadzone przez Annę Zofię Krygowską w latach 50. XX wieku, a następnie precyzowane przez nią do roku 1987, oznaczające posługiwanie się przez uczniów formalnym językiem symbolicznym bez świadomości semantycznej używanych pojęć.
Język matematyki jest sformalizowany i abstrakcyjny. Formalny charakter rachunku symbolicznego sprawia, że uczniowie często przedwcześnie zaczynają posługiwać się nim mechanicznie, nie poświęcając należytej uwagi warstwie semantycznej używanych symboli. Może odbyć się to na dwa sposoby: uczniowie mogą posługiwać się abstrakcyjną symboliką „po omacku”, nigdy nie znając dogłębnego znaczenia używanych symboli, lub pomimo początkowej świadomości warstwy epistemologicznej używanych symboli, automatyzując swoje działania, tracą kontrolę nad znaczeniem używanej symboliki. Doprowadza to do stosowania przez nich zasłyszanych i utrwalonych reguł w sytuacjach, w których jest to całkowicie bezsensowne, np. uczeń nierozumiejący znaczeń używanych symboli, próbujący tylko z pamięci stosować regułki, może pomyśleć, że skoro wolno uprościć {\displaystyle 2a\cdot {\tfrac {b}{2}}=ab,} to wolno też uprościć {\displaystyle 2\sin {\tfrac {x}{2}}=\sin x}.
Uczniowie często tworzą swój własny kodeks zasad, zawierający często samodzielnie wymyślone nieprawidłowe reguły. Stefan Turnau podzielił te reguły na trzy typy: „można”, „należy” i „nie wolno”. Brak semantycznego rozumienia używanej symboliki prowadzi jednak do mieszania się ze sobą reguł wyuczonych na pamięć, bo np. wolno dokonać przekształcenia {\displaystyle {\sqrt {xy}}={\sqrt {x}}{\sqrt {y}},} ale przekształcenie {\displaystyle {\sqrt {x+y}}={\sqrt {x}}+{\sqrt {y}}} jest niepoprawne. Jeszcze bardziej zdegenerowanym objawem jest stosowanie quasi-reguł. Do zdegenerowanego formalizmu inspirują także różnice w znaczeniu notacji arytmetycznych i algebraicznych – np. {\displaystyle 3{\tfrac {1}{4}}} oznacza sumę, ale {\displaystyle 3{\tfrac {a}{b}}} oznacza iloczyn.
W zdegenerowanym formalizmie problem stanowi także odwracanie operacji – uczeń może znać wzór na pole prostokąta i bezbłędnie go stosować do obliczania pola, lecz w zadaniu, w którym dane jest pole i długość jednego z boków, nie potrafi obliczyć długości drugiego boku, gdyż wzoru tego nie rozumie pojęciowo, a jedynie algorytmicznie. Uczeń stosuje jedynie rozwiązania powtarzalne, stereotypowe, znane, polegające na prostym zastosowaniu wzoru, a jest bezradny w sytuacji wymagającej prostego odwrócenia operacji. Czasem problem jest przeciwny – uczeń stosuje twierdzenie odwrotne do znanego mu twierdzenia, bez refleksji nad tym, że twierdzenie odwrotne może być nieprawdziwe.
Zjawisko zdegenerowanego formalizmu występuje nie tylko wśród uczniów, ale także jest zauważalne wśród studentów matematyki.

## Formalizm prawidłowy a zdegenerowany
Formalizm sam w sobie nie jest zły – stanowi działanie ściśle precyzujące rozumowanie oraz oczyszczające je ze zbędnych artefaktów, takich jak np. osobliwe cechy danego języka, pozostawiając jedynie czyste rozumowanie matematyczne. Formalizm i automatyzacja pozwalają matematykom na „odpoczynek myśli”, zwalniający mózg od zbędnych, marginalnych aspektów rozumowania, pozwalając na większe zaangażowanie myślenia w twórcze rozwiązywanie skomplikowanych problemów. Formalizm służy zachowaniu zwięzłości myśli – rozwiązania przedstawione w formie rachunku symbolicznego są krótsze od rozwiązań opisowych. Istotne jest jednak, by stosowanie formalizmu nie było oderwane od znaczeń używanych symboli. Uczniowie powinni być w stanie zawsze od symboliki powrócić do intuicyjnego znaczenia obiektów oraz operacji. 

Dla dojrzałego matematyka nie ma w istocie przeciwieństwa między automatyzmem rachunku formalnego a pełną świadomością treści symbolu. Matematyk może w każdej chwili zwolnić tempo rachunku, może przeanalizować z pełnym zrozumieniem każde jego ogniwo, ponieważ nie zapomina on o znaczeniu symbolu

 Uczniowie zazwyczaj nie są tak dojrzali matematycznie i u nich za zautomatyzowanym, pozornie poprawnym posługiwaniem się symbolami może skrywać się głęboko ukryta pustka epistemologiczna/semantyczna. Uczeń często nie potrafi korzystać z intuicji w zetknięciu z formalizmem symboliki algebraicznej. Reguły manipulowania symbolami u uczniów są często tak mocno oderwane od ich znaczenia, że niemożliwe staje się odniesienie się do znaczenia w celu sprawdzenia poprawności stosowanych operacji. W ten sposób utrwalają się błędne reguły i quasi-reguły wypierające prawidłową dedukcję oraz znaczenie używanych symboli.
Skrajnym przypadkiem formalizmu jest zapisywanie formuł matematycznych w postaci logicznej. W szczególności w lepszych klasach nauczyciele miewają tendencję do stosowania tej skrajnej formy formalizmu, mając nadzieję, że będzie ona zrozumiała i pożyteczna dla uczniów, co zwykle mija się z prawdą. Jaskrawym, autentycznym przykładem z gimnazjum realizującego program rozszerzony matematyki może być przedstawianie uczniom indukcji matematycznej poprzez podanie jej formalnej postaci, tzn.:
{\displaystyle \left(F(0)\wedge \forall _{n\in \mathbb {N} }\left(F(n)\Rightarrow F(n+1)\right)\right)\Rightarrow \forall _{n\in \mathbb {N} }F(n)}.

## Bezmyślna algorytmizacja
Szczególnym przypadkiem zdegenerowanego formalizmu jest bezmyślna algorytmizacja. Uczniowie często uczą się schematów rozwiązywania danego zadania, a następnie mechanicznie stosują te schematy bez zastanowienia się, czy w danym zdaniu będą one skuteczne. Np. przy rozwiązywaniu równania uczniowie mogą stosować algorytm: 1. Opuść nawiasy; 2. Przenieś niewiadome na jedną stronę; 3. Wyciągnij {\displaystyle x} przed nawias. Algorytm ten może być skuteczny, lecz nie zawsze jest, np.:
{\displaystyle x(2a+b+c)=a^{2}\Rightarrow 2ax+bx+cx=a^{2}\Rightarrow 2ax+bx+cx=a^{2}\Rightarrow x(2a+b+c)=a^{2}}.
Uczeń nie dostrzegł nonsensu swojego postępowania, stosuje bowiem automatycznie schemat, do którego przywykł. Nie przychodzi mu nawet na myśl, że w zmienionej sytuacji, któraś z tych czynności może być zbędna i że warto poprzedzić rachunek dokładniejszym rozpatrzeniem postaci danego równania.

## Psychologia zjawiska
Swoją rolę w zjawisku zdegenerowanego formalizmu odgrywają bodźce wzrokowe. Profesor Krygowska nazywa to fałszywymi i silnymi automatyzmami inspirowanymi wzrokową stymulacją symbolicznego zapisu. Przykładowo:
- {\displaystyle {\tfrac {4x-a}{5x-a}}={\tfrac {4-a}{5-a}};}
- {\displaystyle {\sqrt[{3}]{\sin ^{3}\alpha +\cos ^{3}\alpha }}=\sin \alpha +\cos \alpha .}

Także symbole działań, takie jak np. {\displaystyle +,} {\displaystyle -,} {\displaystyle \cdot ,} stanowią silny bodziec mówiący „wykonaj działanie”, co w sytuacjach algebraicznych często doprowadza do usilnego wykonywania działań nawet tam, gdzie jest to niemożliwe, np. {\displaystyle 8x+y=8xy}, nie dopuszczając w umyśle ucznia do tego, że suma algebraiczna może być ostatecznym wynikiem.

## Krytyka koncepcji
Agnieszka Demby podaje w wątpliwość zasadność używania pejoratywnego terminu zdegenerowany formalizm. Zdegenerowany formalizm jest zjawiskiem powszechnie występującym niemalże u wszystkich uczniów, i jest obserwowany stale od kilkudziesięciu lat we wszystkich krajach oraz koncepcjach nauczania. Stosowanie zniekształconych lub wymyślonych przez siebie nieprawidłowych reguł, uznawane przez prof. Krygowską za zdegenerowany formalizm, zdaniem Demby jest naturalnym etapem rozwoju algebraicznego większości uczniów. Jej zdaniem stosowanie tego typu reguł nie jest objawem degeneracji myślenia, lecz prób samodzielnego myślenia uczniów. Z tej przyczyny Demby postuluje, by z definicji zdegenerowanego formalizmu wykluczyć fałszywe reguły algebraiczne.